# Wapen van Musson

Wapen van Musson

Het wapen van Musson is het gemeentelijke wapen van de Belgische gemeente Musson. De gemeente in de provincie Luxemburg heeft het wapen nooit officieel aangevraagd, waardoor het ook nooit officieel is toegekend.

## Geschiedenis
De gemeente Musson fuseerde in 1977 met de gemeente Mussy-la-Ville om samen de fusiegemeente Musson te vormen. De beide gemeente voerden voor de fusie geen wapen. Het wapen dat door de gemeente gebruikt wordt, is gebaseerd op dat van een gelijknamige familie.

## Blazoeneringen
De beschrijving van het wapen luidt als volgt:
De sable à trois étoiles à cinq rais d’or.
Van sabel drie vijf-puntige sterren van goud.
De heraldische kleuren zijn sabel (zwart) en goud (geel). Niet vermeldt is de positie van de drie sterren. Een gebruikelijke positie zou staande 1 (boven) en 2 (onder) zijn, maar in dit wapen staan de sterren 2 bovenin en 1 onderin. Het wapen heeft geen externe ornamenten zoals een kroon of schildhouders.